# Matt Millen
Pour les articles homonymes, voir Millen.
(en) Statistiques sur pro-football-reference
Matthew George Millen, dit Matt Millen, né le 12 mars 1958 à Whitehall Township, est un joueur américain de football américain.
Ce linebacker a joué pour les Raiders d'Oakland / Raiders de Los Angeles (1980–1988), les 49ers de San Francisco (1989–1990) et les Redskins de Washington (1991) en National Football League (NFL). Il a par la suite dirigé la franchise des Lions de Détroit (2001–2008).
Il a remporté les Super Bowls XV, XVIII, XXIV et XXVI.